# Mazher Mahmood
Mazher Mahmood är en brittisk journalist som arbetar för den brittiska tidningen News of the World. Han kallas för the fake sheikh (fejkschejken) eftersom han ofta är utklädd till schejk för att få förtroende hos dem han lurar. Han har avslöjat bland annat politiker, brottslingar och celebriteter i idrottsvärlden. 
I januari 2006 träffade Mahmood engelska fotbollslandslagets huvudcoach Sven-Göran Eriksson i Saudiarabien och uppträdde som en affärsman som var intresserad av att starta en idrottshögskola, men "Svennis" bad honom att ta över Aston Villa FC istället. Eriksson avslöjade att han tänkte lämna engelska landslaget efter VM och istället bli Aston Villas fotbollsmanager och att han tänkte be David Beckham från Real Madrid att bli lagkapten. Det resulterade i ett stort mediaståhej i England eftersom skandalen var så nära fotbolls-VM 2006.  